# Dominik Kuzmanović
Dominik Kuzmanović (Zagreb, 15. kolovoza 2002.) hrvatski je rukometni vratar, igrač njemačkog VfL Gummersbacha i hrvatske rukometne reprezentacije.
Potječe iz Brckovljana kraj Dugog Sela. Rukometom se bavi od pete godine. Višestruki je prvak Hrvatske na kadetskoj razini. Dobitnik je Nagrade »Dražen Petrović« kao član hrvatske kadetske reprezentacije koja je na Europskom olimpijskom festivalu mladih u Bakuu osvojio zlatno odličje.
Bio je član hrvatske reprezentacije koja je osvojila srebro na Svjetskom prvenstvu u Hrvatskoj, Danskoj i Norveškoj 2025.